# Aït Naoual Mezada
Aït Naoual Mezada (în arabă آيت نوال مزادة) este o comună din provincia Sétif, Algeria.
Populația comunei este de 5.630 de locuitori (2008).